# Bolsa de Comercio de Santiago

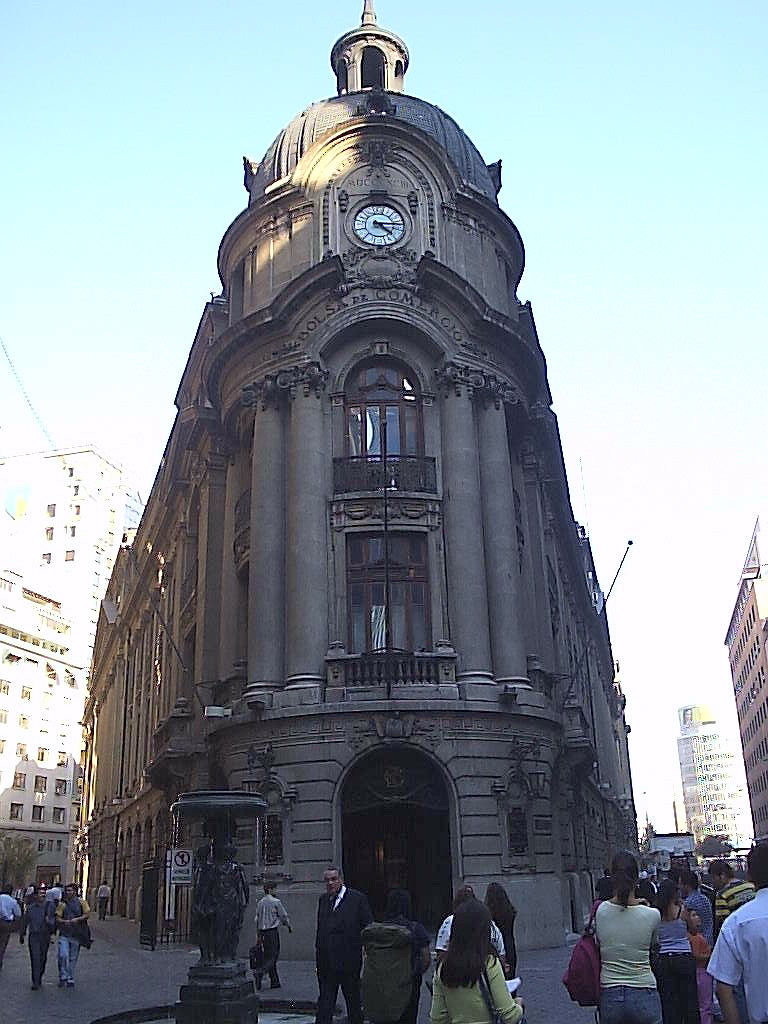
Wertpapierbörse von Santiago de Chile

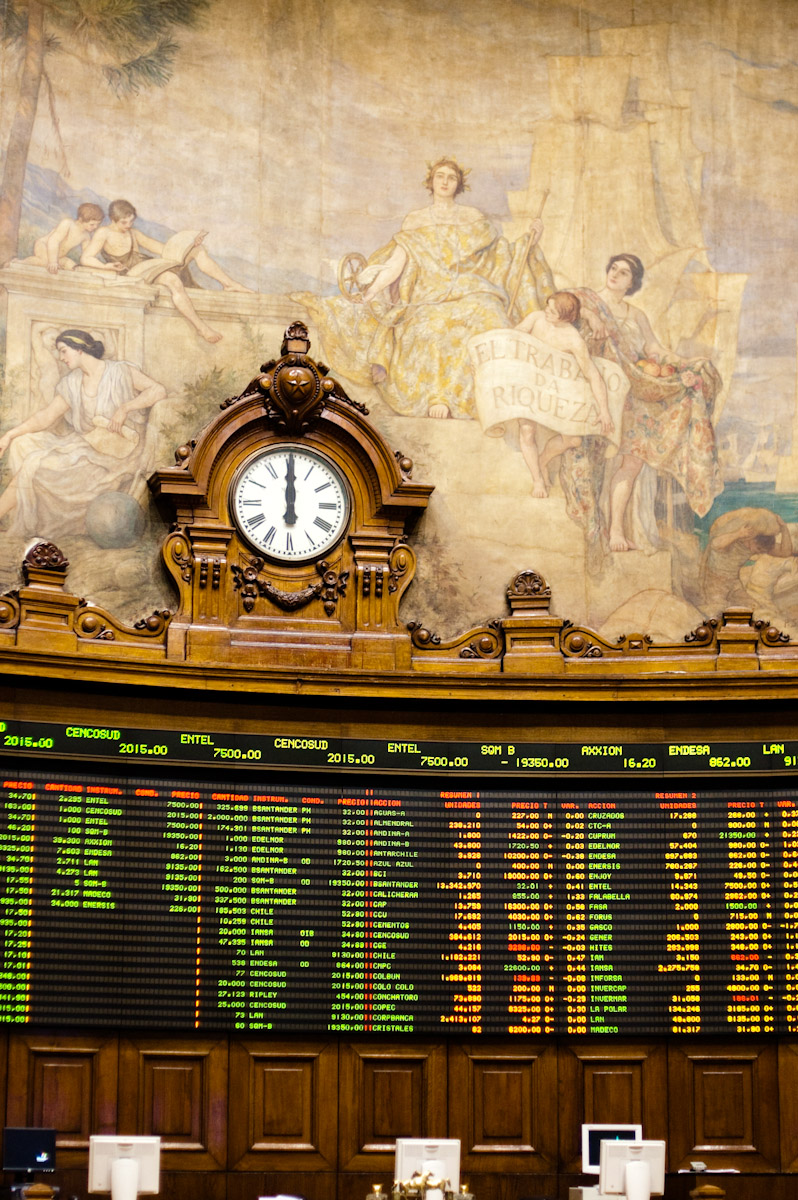
Innenansicht der Wertpapierbörse von Santiago de Chile

Die Bolsa de Comercio de Santiago (SSE) ist eine Wertpapierbörse mit Firmensitz in Santiago de Chile. Die Wertpapierbörse wurde am 27. November 1893 gegründet.
Sie ist in Chile die größte Wertpapierbörse und die drittgrößte in Lateinamerika, vor ihr liegen nur die brasilianische BM&FBovespa und die mexikanische Bolsa Mexicana de Valores. Die Börse hat jeden Tag von 09:00 bis 16:00, im Winter bis 17 Uhr geöffnet. An Wochenenden ist sie geschlossen. 

## Mitgliedschaften
Außerdem trat diese als 17. Partner der Sustainable Stock Exchanges Initiative bei. Andere wichtige Akteure in diesem Sektor sind die WFE und die IOSCO. Die SSE bietet der Genossenschaft Börsen, Investoren, Regulierungsbehörden und Unternehmen einen Verbund zur Nachhaltigkeit.
- Ibero-American Federation of Exchanges

## Indizes
Es gibt drei Indizes des Índice de Precio Selectivo de Acciones, den preisgewichteten, den kapitalisierungsgewichteten und den gleichgewichteten Index.

## Geschichte
In den späten 1980er Jahren wurde erstmals mit mehr als einer Million Dollar an einem Tag gehandelt. Seit 1991 werden die Arbeiten mithilfe computergestützter Programme verrichtet.